# ルーフェンゴサウルス
ルーフェンゴサウルス(学名 Lufengosaurus、「禄豊竜」の意味)は前期ジュラ紀に生息していた古竜脚類の恐竜。全長は4.5～6m。ヨーロッパで発見されたプラテオサウルスとよく似ており、特に近縁だと考えられている。
中国で知られている原始的な竜脚類(古竜脚類)のひとつ。
食性は草食、肉食、雑食の議論があり、胃石が発見されていることから草食である可能性があると考えられている。
多数の骨格が同じ層から発見されている。